# متخافوش (مسلسل)
متخافوش مسلسل تدور احاثة في اطار اجتماعى تراجيدى من خلال الاعلامى الذي يقوم بدورة نور الشريف الذي يحارب فكرة الوطن الأم إسرائيل ويتناول المسلسل قضية هجرة اليهود لاسرائيل وتمسك البعض الآخر بالأوطان الذي عاشوا على أرضها.

## بطولة
للكاتب أحمد عبد الرحمن والمخرج يوسف شرف الدين.
بطولة النجم نور الشريف، نهال عنبر، رجاء الجداوي، ميرنا وليد، مي نور الشريف، منى عبد الغني، أشرف عبد الغفور، محمد أبو داوود، نشوى مصطفى، صفاء مغربي، هادي الجيار، فتوح أحمد، ميسرة، هبة حسن، ياسمين جمال، ياسمين رحمي، نوران جاد، نوال سمير، خليل مرسى وعدد من الوجوة الجديدة.